# Wasmes-Audemez-Briffœil
 (novembre 2020).
Si vous disposez d'ouvrages ou d'articles de référence ou si vous connaissez des sites web de qualité traitant du thème abordé ici, merci de compléter l'article en donnant les références utiles à sa vérifiabilité et en les liant à la section « Notes et références ».
Wasmes-Audemez-Briffœil, aussi orthographié Wasmes-Audemetz-Briffœil, est une section de la ville belge de Péruwelz, située en Région wallonne dans la province de Hainaut.
C'était une commune à part entière avant la fusion des communes de 1977. Elle était elle-même le fruit des fusions des anciennes communes de Wasmes, Audemetz et Briffœil.

## Évolution démographique
- Sources : INS, Rem. : 1831 jusqu'en 1970 = recensements, 1976 = nombre d'habitants au 31 décembre.

## Histoire

### Wasmes
La seigneurie est tenue au XVe siècle par la famille Wasmes. Le village Wasmes fait partie du Tournaisis sauf Audemetz et Briffœil. Durant les divers traités de Louis XIV, elle reste la propriété du roi de France, mais sera cédée à l'Espagne lors du traité de Lille (1699).
Au XVIIIe siècle, Wasmes développe une petite industrie locale.
En 1742, une fabrique de bas emploie quelque 150 personnes.
En 1805, Audemetz fusionne avec Wasmes. En 1829, Briffœil perd son statut de commune et fusionne avec Wasmes.
En 1904, une gare pour les trams de la ligne Tournai - Péruwelz s'installe dans le village, et, en saison, sert aux transports des betteraves sucrières.
En 1937, une entreprise de chaussures occupe 25 ouvriers, mais l'agriculture reste cependant la principale activité économique du village.

### Audemetz
L'ancienne seigneurie d'Audemetz, tenue au début du XIIIe siècle, par la famille d'Audemetz constituait une enclave de la châtellenie d'Ath.
À la Révolution française, Audemetz forme une commune avec mayeur et échevins.
En 1805, sa faible population conduit le régime napoléonien à la fusionner avec Wasmes. Le hameau de Briffœil y est rattaché en 1829.

### Briffœil
Le fief de Briffœil (anciennement écrit Brifeuil), également une terre de la châtellenie d'Ath, est mentionné dès le XIIe siècle. La seigneurie est aux mains de la famille de Briffœil et possède un château, fortifié au cours du Moyen Age. Elle est érigée en baronnie au XVIIIe siècle.
Le 19 septembre 1655, durant la guerre franco-espagnole, les troupes Françaises, composées de douze escadrons de cavalerie, des régiments d'infanterie de Picardie et de Turenne et de 4 pièces de canon assiègent le château de Brifeuil qui se rend le lendemain à 9 heures du matin.
En 1829, Briffœil, disposant lui aussi d'un mayeur et d'échevins, sera rattaché à Wasmes-Audemetz tandis que le hameau de Ponenche passera à Baugnies.
Jacques-Philippe Hannecart (1661-1731), fils de Mathieu Hannecart, seigneur de La Hornurie, licencié es droit, avocat et greffier de la ville et dépendances de Leuze, et de Gillette Renti, est baptisé à Ath le 19 juillet 1661. Écuyer, seigneur de Briffœil, il est avocat au Parlement de Flandres, puis conseiller le 19 août 1693, président à mortier le 14 janvier 1713. Il exerce cette fonction 38 ans Il meurt le 14 novembre 1731. Il épouse par contrat passé à Mons le 19 janvier 1692 Albertine-Thérèse Le Brun. Elle meurt le 22 juin 1735. Elle est enterrée aux côtés de son mari dans l'église de Wasmes.
Philippe-François Théodore Hannecart ou Hanecart (1697-1751), fils de Jacques-Philippe, est baptisé à Tournai le 31 août 1697. Écuyer, seigneur de Briffœil, il est nommé conseiller du roi au Parlement de Flandres le 25 janvier 1725, président à mortier le 7 novembre 1729 par résignation de son père en sa faveur et grâce à une dispense royale d'obligation de services antérieurs, les lettres confirmant sa nomination désignent son père et lui même sous le nom d'« Hanecart de Briffœil », et créé baron de Briffœil et Wasmes vers la fin de sa vie. Il meurt à Douai (siège du Parlement de Flandres) le 13 avril 1751, est inhumé à Wasmes. Il épouse à Valenciennes le 21 septembre 1721 Marie-Claire Pédecœur, fille de Jacques, écuyer, seigneur d'Orsinval, conseiller du roi, auditeur et contrôleur des comptes de Valenciennes et de Jeanne Quartier, née à Valenciennes le 26 mars 1694, bourgeoise de Douai par achat le 21 décembre 1762. Ils ont eu plusieurs enfants.
Jacques-Philippe-Albert Hannecart, fils de Philippe-François-Théodore, est baptisé à Douai le 11 juin 1723. Baron de Briffœuil, il est bourgeois de Douai le 29 février 1752 et meurt sans postérité. Il épouse d'abord à Valenciennes le 23 juillet 1743 Marie Claude Ursule Pédecœur (même nom de famille que sa propre mère) (1723-1758), fille de Jacques-François, écuyer et de Marie Claude Gevrouin. Puis il prend alliance en 1762 avec Marie-Madeleine-Sophie de Desandrouin (1737-1822), fille de Jean-Jacques Desandrouin, vicomte de Desandrouin et de Jourdaine Madeleine-Julie le Tirant de Villers. Très vite après le mariage, les époux vivent séparés et à la demande du mari, le 25 août 1764, l'évêque de Cambrai autorise la séparation de corps et de biens.
Philippe-Louis-Joseph Hanecart, fils de Philippe-François-Théodore, est baptisé à Douai le 15 septembre 1729). Il est baron de Briffoeil après son frère Jacques-Philippe-Albert, seigneur de Tours, de Busigny, Malmaison, Wasmes, Pipaix, la Cattoire, la Mairie, Lommeau. Il meurt à Douai le 2 septembre 1788, inhumé au cimetière des Clarisses. Il épouse à Douai le 29 septembre 1754 Marie-Anne-Charlotte Théry, baptisée à Douai le 3 septembre 1737, fille de Charles Joseph, écuyer, seigneur de Gricourt et de Marie Josèphe Adrienne de le Court. Ils ont eu plusieurs enfants.
Marie-Albert-Théodore Hanecart, fils de Philippe-Louis-Joseph, est baptisé le 7 mars 1758. Il est écuyer, seigneur de Busigny, officier au régiment de Dauphin cavalerie. Il devient baron de Briffœil à la mort de son père en 1788. Pendant la Révolution française, il est arrêté en 1792, à Douai, incarcéré à la prison de Compiègne, libéré le 9 thermidor an II (26 juillet 1794).
Louis-Philippe-Procope Hanecart , fils de Philippe-Louis-Joseph, est baptisé à Douai le 27 août 1764. Il est écuyer, seigneur de Briffœil et fait ses preuves de noblesse pour entrer au service militaire le 26 février 1784.
Jacques-Charles-Joseph Hanecart (1770-1830), fils de Philippe-Louis-Joseph, est baptisé à Douai le 18 février 1770. Il est écuyer, puis baron de Briffœil après son frère Marie-Albert-Théodore. Il meurt au château de Pipaix le 26 décembre 1830. Il épouse à Blicquy le 23 avril 1829 Joséphine-Isidore-Élisabeth Le Maire (1802-1842), fille d'Auguste-Joseph, écuyer, et de Thérèse-Marie-Colette de Bangerieux. Elle nait à Mons le 29 novembre 1802 et meurt à Pipaix le 27 novembre 1842. Le couple est resté sans postérité.